# حامول أمريكي
حامول أمريكي (الاسم العلمي:Cuscuta americana) هو نوع من النباتات يتبع جنس الحامول من الفصيلة المحمودية.